# Elezioni europee del 2014 in Croazia
Le elezioni europee del 2014 in Croazia si sono tenute il 25 maggio. Sono state le seconde elezioni europee della storia croata e le prime in cui la Croazia ha partecipato insieme agli altri 27 Stati membri dell'Unione europea, a seguito dell'accesso dello stato all'Unione avvenuto il 1º luglio 2013.
La nazione è costituita da un unico collegio i cui 11 membri sono eletti con sistema proporzionale e voto di preferenza.

## Risultati
| Liste  | Liste | Gruppo       | Voti    | %     | Seggi   | Differenza | Differenza |
| Liste  | Liste | Gruppo       | Voti    | %     | Seggi   | %          | Seggi      |
| ------ | --- | ------------ | ------- | ----- | ------- | ---------- | ---------- |
|        | Coalizione HDZ • Unione Democratica Croata (HDZ) • Partito Contadino Croato (HSS) • Partito Croato dei Diritti dr. Ante Starčević (HSP AS) • Blocco dei Pensionati Uniti (BUZ) • Partito Democratico di Zagora (ZDS) • Partito Democratico Croato (HDS)                                                                                    | - PPE ECR -  | 381.844 | 41,42 | 6 4 1 - | 8,56 ·     |            |
|        | Coalizione Kukuriku • Partito Socialdemocratico (SDP) • Partito Popolare Croato - Liberal Democratici (HNS) • Dieta Democratica Istriana (IDS) • Partito Croato dei Pensionati (HSU) • Partito Democratico Indipendente Serbo (SDSS) | - S&D ALDE - | 275.904 | 29,93 | 4 2 1 - | 2,14 ·     | 1 ·        |
|        | Sviluppo Sostenibile della Croazia (ORaH) | Verdi/ALE    | 86.806  | 9,42  | 1       | -          | 1          |
|        | Alleanza per la Croazia (SzH) • Alleanza Democratica Croata di Slavonia e Barania (HDSSB) • Azione per una Croazia Migliore (ABH) • Partito Contadino Croato Autentico (A-HSS) • Crescita Croata (Hrast) • Partito Croato dei Diritti (HSP) • Alba Croata Partito Popolare (HZ) • Partito della Famiglia (OS) • Patto per la Croazia (ZZH) | -            | 63.437  | 6,88  | -       | -          | Stabile    |
|        | Laburisti Croati - Partito del Lavoro (HL-SR) | -            | 31.363  | 3,40  | -       | 2,37       | 1          |
|        | Associazione del Centro Croato • Forum Nazionale (NF) • Partito Social-Liberale Croato (HSLS) • Alleanza Litoraneo-montana (PGS) • Lista per Fiume (RI) | -            | 22.098  | 2,40  | -       | -          | -          |
|        | Azione Giovanile (AM) | -            | 7.807   | 0,85  | -       | -          | -          |
|        | Partito dei Pensionati (SU) | -            | 6.950   | 0,75  | -       | -          | -          |
|        | DSŽ - HSN - ASBU | -            | 4.822   | 0,52  | -       | -          | -          |
|        | Alleanza per il Cambiamento (SP) | -            | 4.313   | 0,47  | -       | -          | -          |
|        | Alfabeto della Democrazia (Abeceda) | -            | 3.684   | 0,40  | -       | -          | -          |
|        | Verdi della Croazia - AMD - Partito Verde (ZS) | -            | 3.640   | 0,39  | -       | -          | -          |
|        | Partito Pirata | -            | 3.623   | 0,39  | -       | -          | -          |
|        | Partito Croato dei Diritti Autentico (A-HSP) | -            | 3.455   | 0,37  | -       | -          | -          |
|        | Partito del Lavoro Croato (HRS) | -            | 3.214   | 0,35  | -       | -          | -          |
|        | Altri <3.000 voti | -            | 18.944  | 2,05  | -       | -          | -          |
| Totale | Totale | Totale       | 921.904 |       | 11      |            | 1          |